# De oplossing
De oplossing is een hoorspel van Jean-Pierre Plooij. De KRO zond het uit in het programma Theater op dinsdag 7 september 1976, van 22:00 uur tot 23:00 uur. De regisseur was Jean-Pierre Plooij zelf.

## Rolbezetting
- Hans Veerman (de papitalist)
- Anne Marie Prins (de mamitaliste)
- Hans Karsenbarg (de enfantilist)

## Inhoud
Dit hoorspel is samengesteld uit drie korte verhalen van een man, een vrouw en een kind. De man staat ’s ochtends op en brengt de dag tot 5 uur door met twee handelingen: of hij loopt of hij zit. Ondertussen denkt hij aan de vooruitgang zoals die uit de geschiedenis naar voren schiet. De vooruitgang is niets anders dan lopen en zitten en weer lopen en weer zitten: bewegingen die zo onlosmakelijk met elkaar verbonden zijn, dat ze het leven van de man zijn gaan overheersen. Hij gelooft dan ook heilig en angstig aan de vooruitgang. De vrouw begint tijdens het aardappelschillen bij zonsondergang. Ze eindigt er ook, na een beleving van avond en nacht die haar duidelijk maken dat ze niet zomaar moet bijverdienen als lid van het gezin, maar gewoon iets moet verdienen als lid van de maatschappij. Het kind wil ernst maken met de totale vernietiging van die maatschappij, om eindelijk iets echt anders te kunnen opbouwen. Het is oudejaarsavond en hij denkt na over de aanstaande stad en na tirades over vrede op aarde en over kinderziektes, bemerkt hij dat de grens der jaren onstuitbaar dichterbij komt en dat deze grens de verwachte breuk met het verleden zal brengen, misschien nog wel voor hij hier zelf klaar voor is…